# قانون الأجانب (ألمانيا)
أُقر قانون الأجانب الألماني (Ausländergesetz AuslG) لأول مرة في عام 1965، بعد عشر سنوات من أول اتفاقية توظيف مع إيطاليا، عندما جرى إبرام اتفاقيات التوظيف مع ستة بلدان أخرى. استُبدل القانون بإصدار جديد في عام 1990.
بموجب قانون الإقامة (في المادة 1 من قانون الهجرة). شكل قانون الأجانب AuslG، جنبًا إلى جنب مع قانون إجراءات اللجوء (الاسم الحالي: قانون اللجوء)، عنصرين أساسيين في قانون الهجرة الألماني. صدرت اللائحة التنفيذية (DVAuslG) لقانون AuslG في ديسمبر 2004.

## نِطَاق القانون
عرف قانون الأجانب الأجنبي على عكس المادة 116 من القانون الأساسي كشخص غير ألماني. يُستثنى من تطبيق قانون الأجانب الأعضاء في الخدمة القنصلية أو الدبلوماسية والأشخاص الذين يتمتعون بحرية التنقل بموجب قانون الإقامة والمجموعة الاقتصادية الأوروبية، ولا سيما مواطني الاتحاد الأوروبي (§ 3 AuslG). بالنسبة للأجانب الذين ينطبق عليهم القانون، كان هناك شرط جواز السفر (§ 4 AuslG).

## أنواع تصاريح الإقامة
تتطلب الإقامة في ألمانيا تصريحًا وفقًا لقانون الأجانب ؛ لهذا الغرض، نص قانون الأجانب على أنواع مختلفة من تصاريح الإقامة.
- تصريح Aufenthaltserlaubnis يسمح للأجنبي بالبقاء دون التقيد بهدف محدد من الإقامة (§ 15 AuslG). كانت تصاريح الإقامة على سبيل المثال ب- لم شمل الأسرة أو للعمل بأجر.
- تصريح Aufenthaltsbewilligung يسمح للأجنبي بالبقاء فقط لغرض محدد لا يتطلب بطبيعته سوى إقامة مؤقتة (على سبيل المثال. ب. زيارة دراسية) مسموح بها (§ 28 الفقرة. 1 AuslG).
- تصريح Aufenthaltsbefugnis يسمح للأجنبي بالدخول والإقامة في الأراضي الفيدرالية لأسباب تتعلق بالقانون الدولي أو لأسباب إنسانية عاجلة أو لحماية المصالح السياسية لجمهورية ألمانيا الاتحادية.
- تصريح Aufenthaltsberechtigungيُمنح بعد فترة طويلة من الإقامة في ألمانيا (§ 27 AuslG).

يجري إصدار تصاريح الإقامة لفترات محدودة أو غير محدودة، فهناك تصاريح الإقامة المؤقتة مثل (لأغراض الدراسة، على سبيل المثال. ب. لمدة سنة إلى سنتين). وبعد انتهاء مدة التصريح فهناك احتمالات للتمديد.

## من قانون الأجانب إلى قانون الإقامة
لم يعد قانون الإقامة يلتزم بأنواع تصاريح الإقامة المختلفة. يعترف فقط بـ تصريح الإقامة المحدود والإقامة الدائمة.

## منشورات
- 40 عاما قانون الأجانب. في: التحليل والنقد،. 499/2005، ص. 9.